# Echte Finsterspinnen
Die Echten Finsterspinnen (Amaurobius) bilden eine Gattung der Familie der Finsterspinnen (Amaurobiidae) innerhalb der Ordnung der Webspinnen. Zu der Gattung zählen mit der Fensterspinne (A. fenestralis), der Kellerspinne (A. ferox) und der Ähnlichen Fensterspinne (A. similis) auch die bekanntesten Arten der Familie. Einzelne Arten der Echten Finsterspinnen werden im englischen Sprachraum auch häufig als lace-weaver spiders, lace-webbed spiders oder lace-web spiders (übersetzt etwa „Schnurweberspinnen“) genannt.
Die Arten der Gattung sind mehrheitlich holarktisch verbreitet. Viele von ihnen bewohnen Wälder, einige kommen auch in menschlichen Siedlungen vor und sind demzufolge teilweise, überwiegend oder sogar gänzlich synanthrop. Die Echten Finsterspinnen legen wie alle Finsterspinnen Trichternetze an, die von den Vertretern dieser Gattung besonders unter Steinen und Baumrinde oder im Siedlungsbereich auch in Mauerritzen oder in Kellern angelegt werden. Die Weibchen deponieren hier auch ihre Eikokons und bewachen sie bis zum Schlupf. Sie sterben kurz nach dem Schlupf und dienen den Jungtieren als erste Nahrung.

## Merkmale

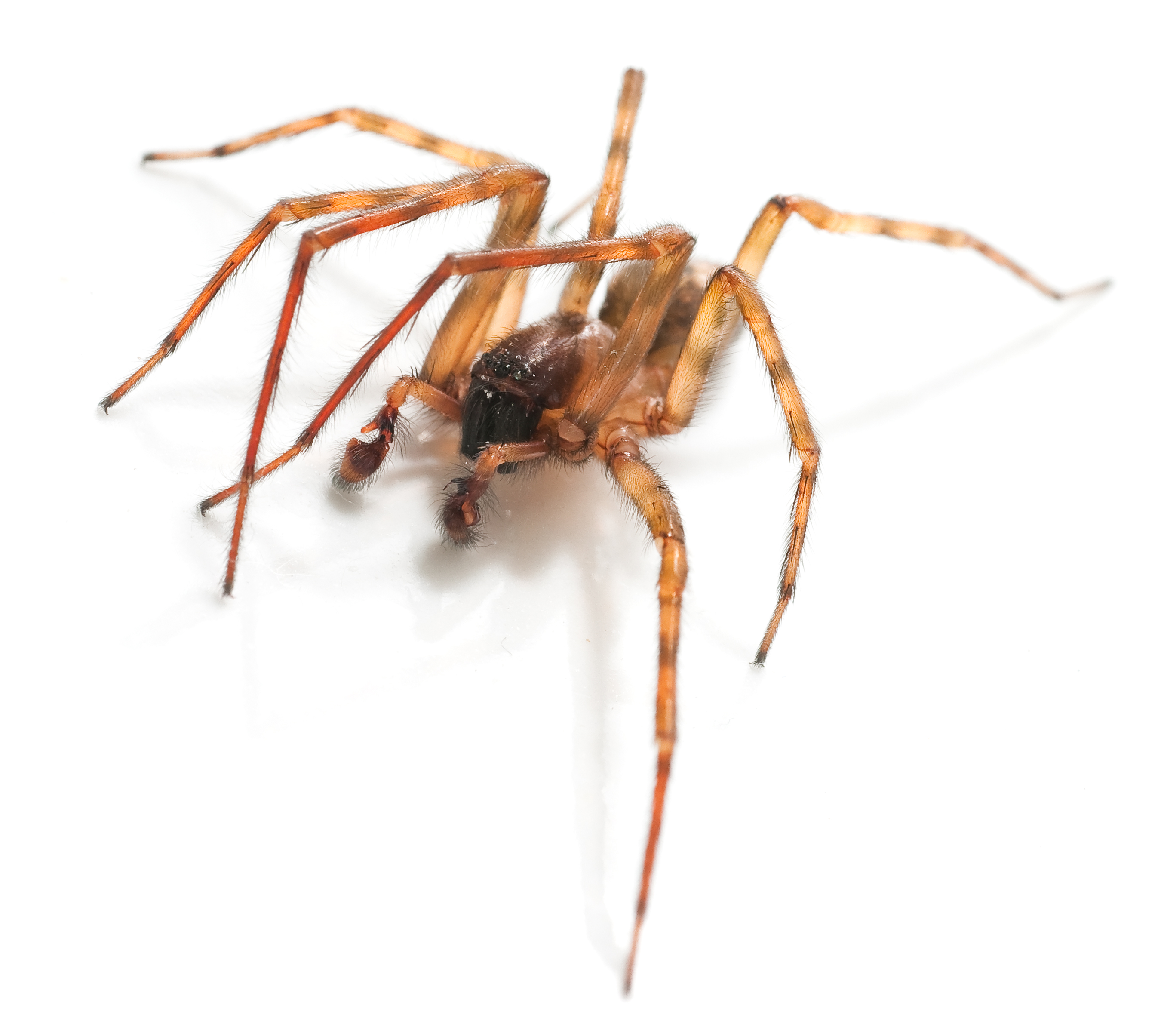
Männchen der Ähnlichen Fensterspinne (A. similis)

Die Echten Finsterspinnen erreichen je nach Art eine Körperlänge von vier bis 15 Millimetern. Die Arten der Gattung sind recht kräftig gebaut. Sie verfügen über eine bräunliche Grundfärbung.
Das Prosoma (Vorderkörper) weist kaum Setae (Haare) auf. Der Kopfbereich des Carapax (Rückenschild des Prosomas) ist deutlich dunkler als der hintere Teil. Die Cheliceren (Kieferklauen) der Echten Finsterspinnen erscheinen vergleichsweise massig. Das Calamistrum (Kammartige Struktur zum Kämmen von Wollfäden) an den Metatarsen (Fersenglieder der Tarsen, bzw. Fußglieder) des vierten Beinpaares besteht aus Borsten, die in zwei Reihen gegliedert sind. Bei den Männchen ist es degeneriert (teilweise zurückgebildet).

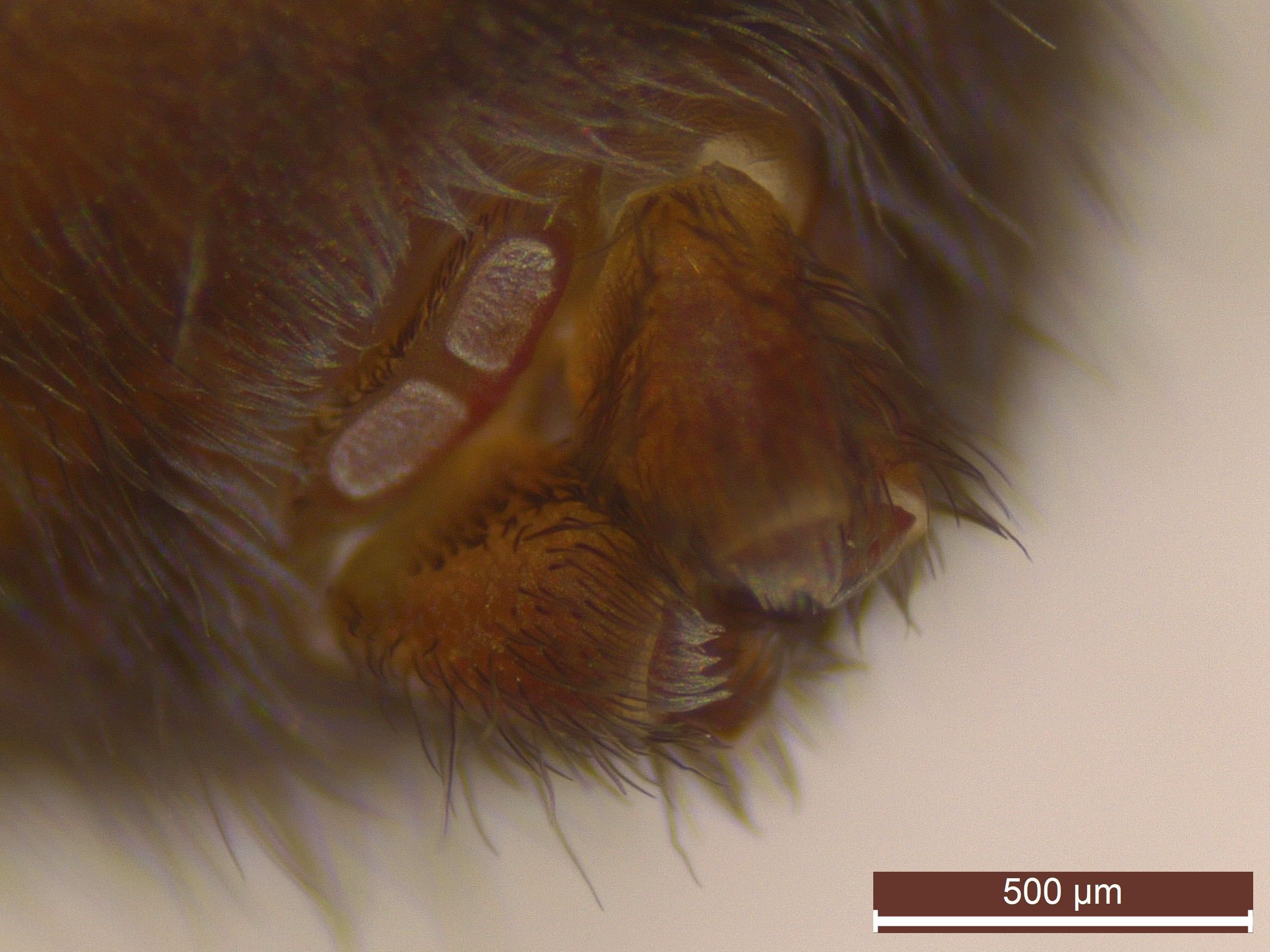
Cribellum der Fensterspinne (A. fenestralis)

Auf dem Opisthosoma (Hinterleib) ist eine keilförmige und dunkelbraun gefärbte sowie gelblich umrandete Zeichnung vorhanden, in deren Zentrum sich etwa bei der Kellerspinne (A. ferox) und der Ähnlichen Fensterspinne (A. similis) zusätzlich ein dunkles Herzmal befindet. Flankiert wird diese Zeichnung auf beiden Seiten im vorderen Drittel von je einem hellen Längsband. Die Längsbänder verbinden sich auf den hinteren zwei Dritteln des Opisthosomas zu einer Reihe mehr oder weniger deutlich voneinander abgegrenzten Winkelflecken. Das für die Finsterspinnen typische Cribellum (Organ zum Herstellen von wollartigen Fangfäden) ist auch bei den Echten Finsterspinnen zweigeteilt.

### Genitalmorphologische Merkmale

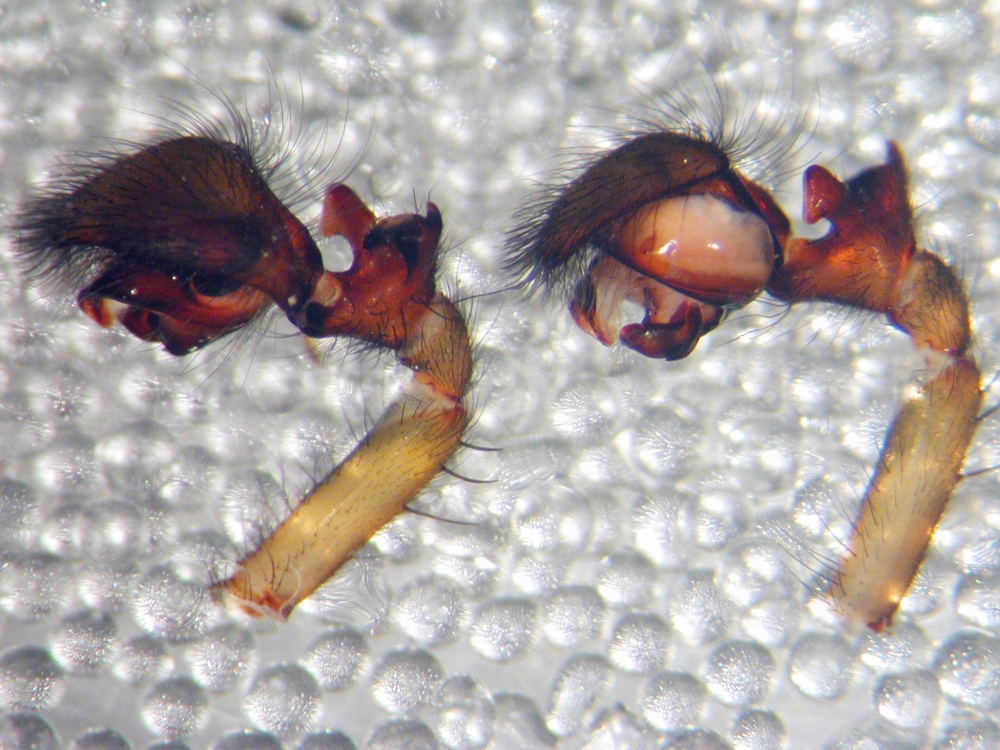
Bulbi der Kellerspinne (A. ferox)

Die Bulbi (männlichen Geschlechtsorgane) der Echten Finsterspinnen besitzen eine dorsal (rückseits gerichtet) angelegte Tibiaapophyse (chitinisierter Fortsatz), die, anders als bei anderen Finsterspinnen, keine Verlängerungen aufweist.

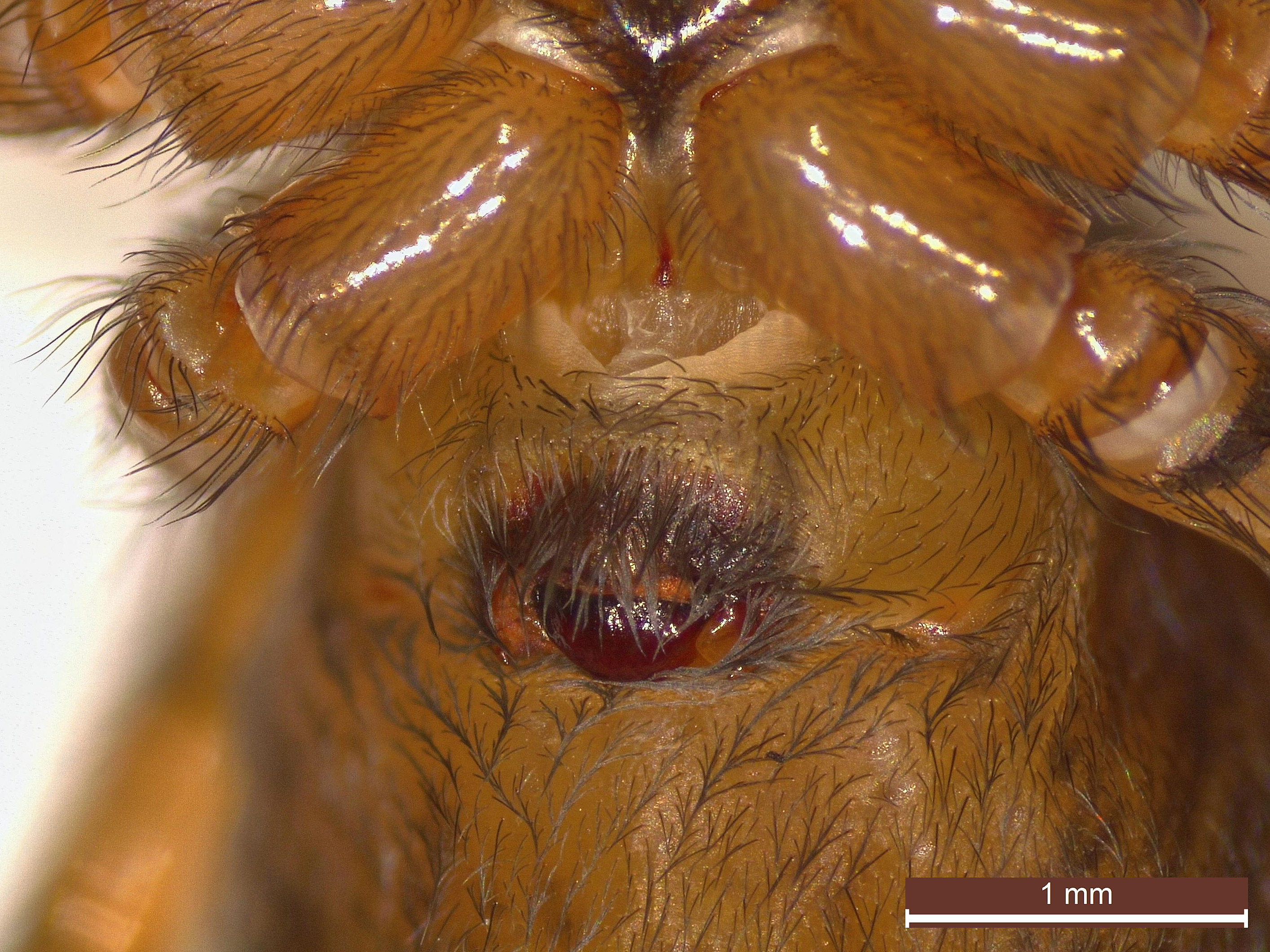
Epigyne der Fensterspinne (A. fenestralis)

Die Epigyne (Epigyne) ist bei den Arten der Gattung querlaufend und verfügt im Gegensatz zu der Epigyne von Vertretern anderen Gattungen der Familie keine Unterteilung.

### Gattungen mit den Echten Finsterspinnen ähnlichen Arten

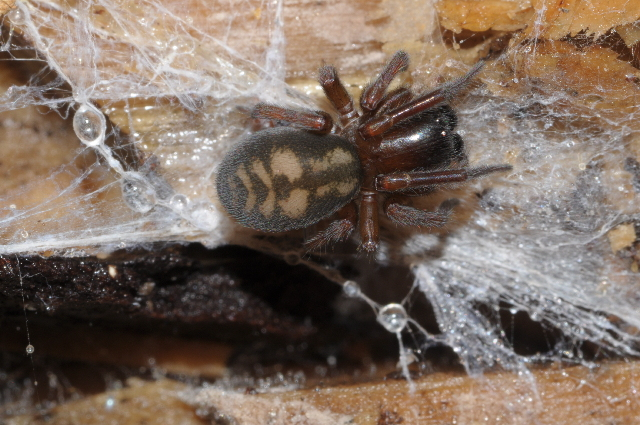
Weibchen der Baumstumpfspinne (Callobius claustrarius)

Die Arten der Finsterspinnen können mit denen anderer Spinnengattungen verwechselt werden. Ein Beispiel ist die Gattung der Baumstumpfspinnen (Callobius), die ebenfalls zur Familie der Finsterspinnen gezählt wird, in Europa jedoch nur mit einer Art, der gleichnamigen Baumstumpfspinne (C. claustrarius), vertreten ist. Anders als bei den Echten Finsterspinnen ist das erste Beinpaar der Baumstumpfspinnen nicht verlängert. Die Bulbi der Baumstumpfspinnen verfügen außerdem über eine verlängerte Tibiaabophyse und die Epigyne der Baumstumpfspinnen ist in zwei Läppchen unterteilt.

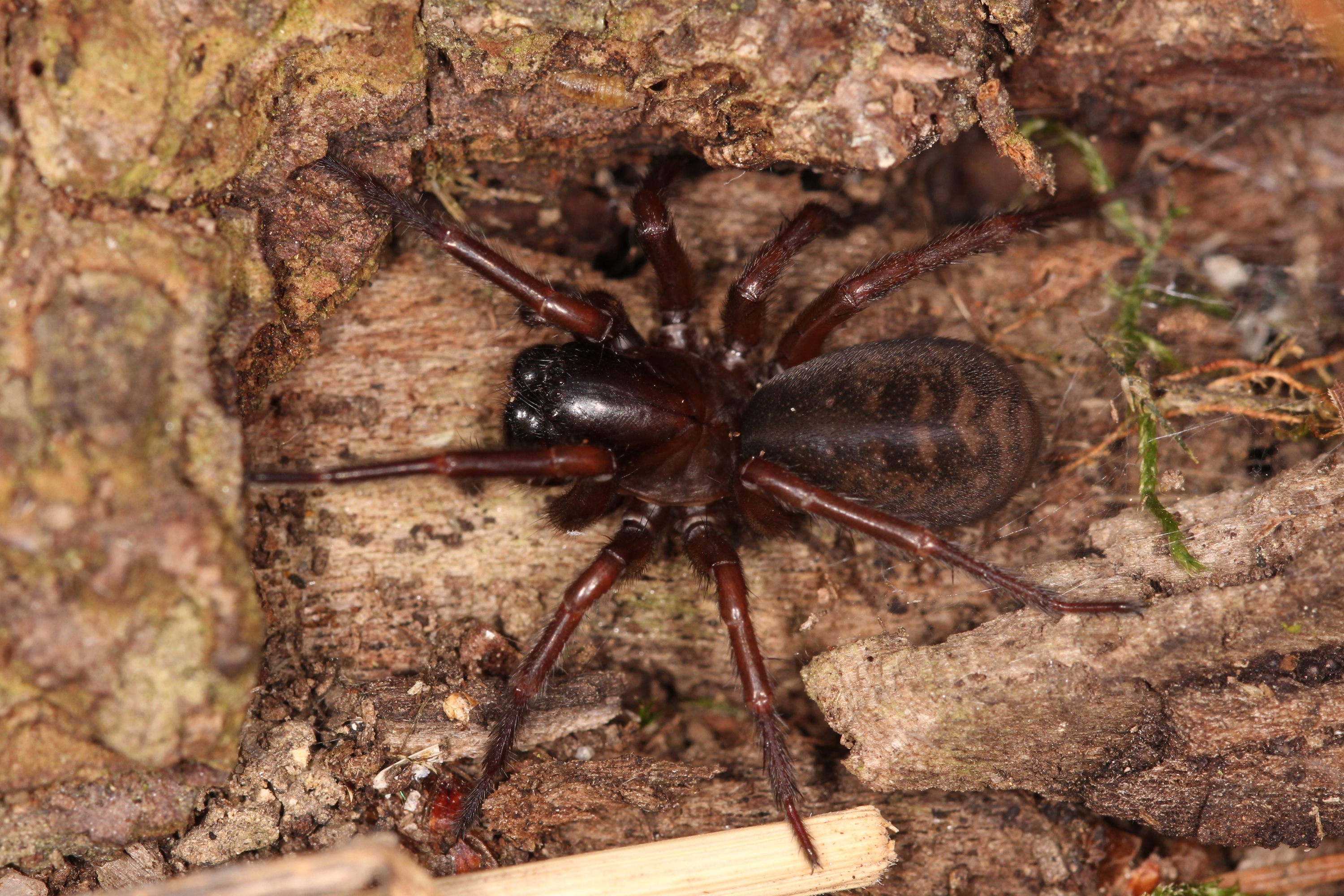
Weibchen der Gewöhnlichen Bodentrichterspinne (Coelotes terrestris)

Die Echten Finsterspinnen werden außerdem nicht selten mit den Bodentrichterspinnen (Coelotes) verwechselt, die einst zu den Finsterspinnen gerechnet wurden, mittlerweile jedoch zur Familie der Trichterspinnen (Agelenidae) gezählt werden. Sie unterscheiden sich jedoch im Wesentlichen durch das bei allen Trichterspinnen fehlende Cribellum. Gleiches gilt auch für die ebenfalls zu den Trichterspinnen gehörende Gattung der Scheinbodentrichterspinnen (Inermocoelotes).
Gelegentlich werden die Echten Finsterspinnen auch mit Arten der zur Familie der Kugelspinnen (Theridiidae) zählenden Gattung der Fettspinnen (Steatoda) verwechselt, denen sie entfernt ähneln.

## Vorkommen

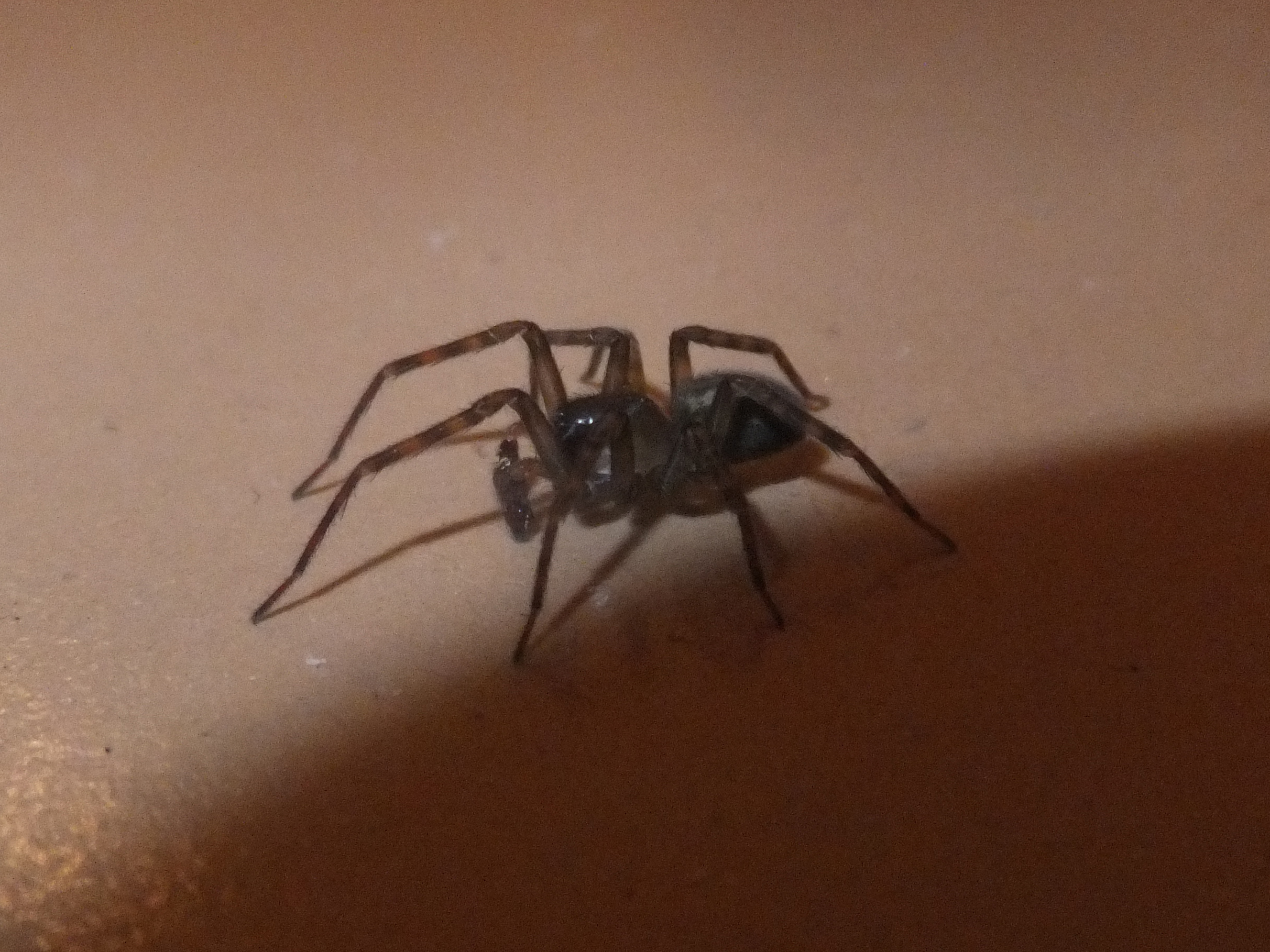
Männchen von Amaurobius erberi, gefunden in einem Haus in Südtirol.

Die Arten der Echten Finsterspinnen sind überwiegend in der Holarktis verbreitet. Lediglich sechs Ausnahmen sind bekannt. Dazu zählen Amaurobius andhracus, Amaurobius nathabhaii und Amaurobius sharmai, die allesamt in Indien vertreten sind. Weitere Ausnahmen sind die in Argentinien vorkommende Art Amaurobius thoracicus, die in Eritrea vorkommende Art Amaurobius tristis und die in Mikronesien vorkommende Art Amaurobius yanoianus.

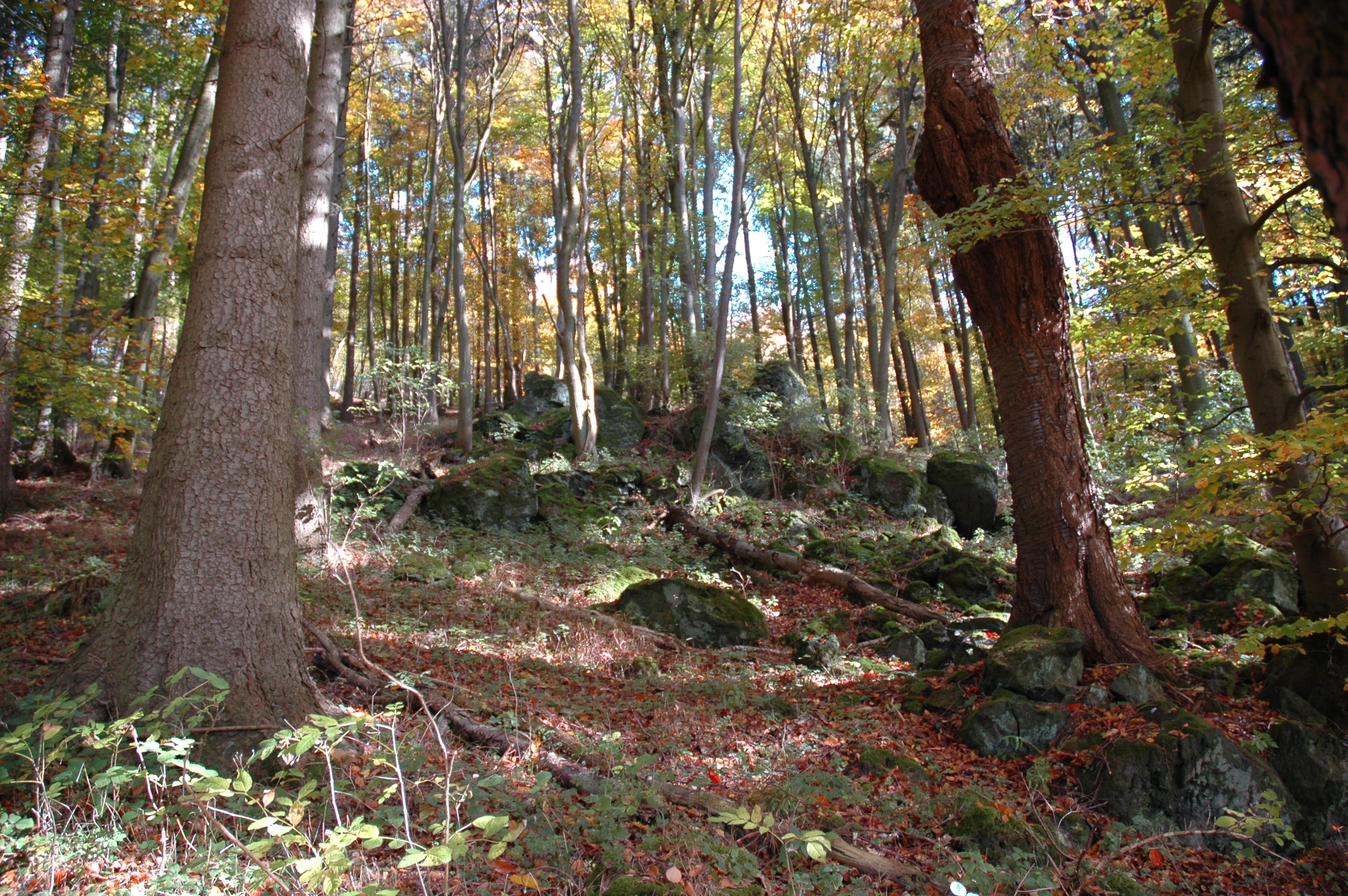
In freier Natur sind verschiedene Arten der Echten Finsterspinnen besonders in Wäldern unter Steinen und Baumrinde vorfindbar.

Die Habitate (Lebensräume) der Echten Finsterspinnen können recht vielfältig sein. Häufig angenommen werden unter anderem besonders von der Fensterspinne (A. fenestralis) und auch von der Kellerspinne (A. ferox) sowie der Ähnlichen Fensterspinne (A. similis) beliebige Waldbiotope. Die Ähnliche Fensterspinne bewohnt zusätzlich auch Strauchlandschaften. Auffällig ist die besonders bei diesen drei Arten vorkommende und verschieden ausgeprägte Synanthropie (Bevorzugung menschlicher Siedlungen). Diese Arten besiedeln mitunter auch Siedlungsbereiche, wo sie nicht selten an Gebäuden und auch in Gärten oder Gebäudekellern gefunden werden können. Im Herbst findet man häufig Männchen, die auf der Suche nach Weibchen sind, auch in Häusern vor. Weitere künstliche Lebensräume der Arten bilden Ruderal- und Brachflächen sowie bei der Ähnlichen Fensterspinne zusätzlich Steinbrüche.
Nach schweren Regenfällen, die die Spinnen veranlassen, ihre dann überfluteten Unterschlupfe zu verlassen, sind zahlreiche Individuen von Echten Finsterspinnen freilaufend anzutreffen.

### Arten im deutschsprachigen Raum

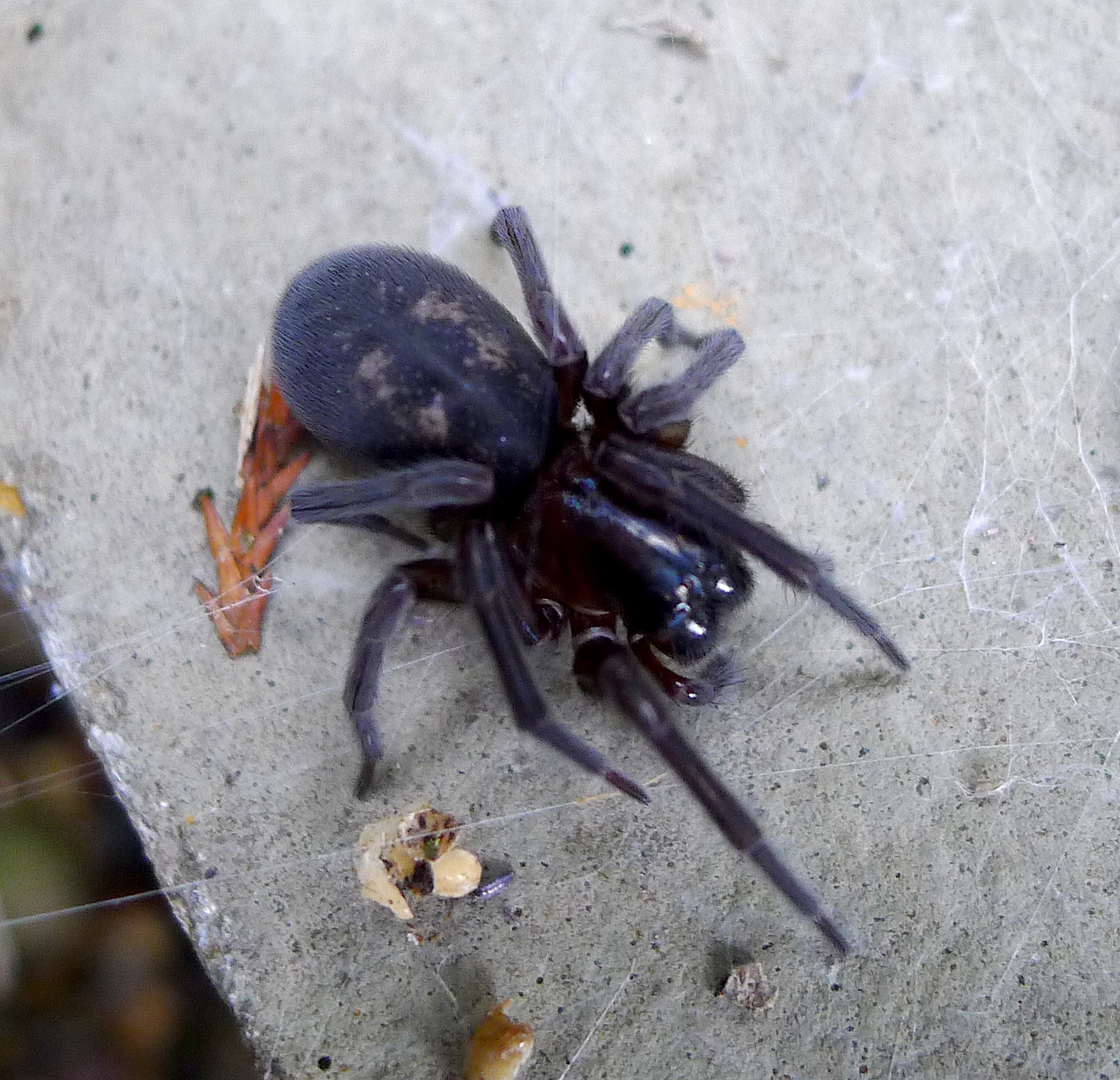
Die Kellerspinne (A. ferox) ist auch in Mitteleuropa flächendeckend verbreitet und überdies die größte in Europa vorkommende Finsterspinne.

Von den insgesamt 35 in Europa vorkommenden Arten der Echten Finsterspinnen sind sieben im deutschsprachigen Raum vertreten. Die Arten und die jeweiligen Länder sind folgende:
- Dickpalpen-Finsterspinne (A. crassipalpis) – Deutschland & Schweiz
- Amaurobius erberi – Schweiz & Österreich
- Fensterspinne (A. fenestralis) – Deutschland, Österreich & Schweiz
- Kellerspinne (A. ferox) – Deutschland, Österreich & Schweiz
- Östliche Finsterspinne (A. jugorum) – Deutschland, Österreich & Schweiz
- Dunkle Finsterspinne (A. obustus) – Österreich
- Ähnliche Fensterspinne (A. similis) – Deutschland, Österreich & Schweiz

### Bedrohung und Schutz
Die Bestandsgefährdung der Arten der Echten Finsterspinnen variiert je nach Größe des Verbreitungsgebiets und Anpassungsfähigkeit der jeweiligen Art. In Deutschland gelten die Fensterspinne (A. fenestralis), die Kellerspinne (A. ferox) und die Ähnliche Fensterspinne (A. similis) allgemein als häufig und werden in der Roten Liste gefährdeter Arten Tiere, Pflanzen und Pilze Deutschlands als „ungefährdet“ eingestuft. Die Dickpalpen-Finsterspinne (A. crassipalpis) und die Östliche Finsterspinne (A. jugorum) gelten als extrem selten. Genaue Analysen zu den Beständen beider Arten in Deutschland fehlen allerdings, weshalb eine Kategorieneinteilung bei diesen nicht möglich ist.

## Lebensweise

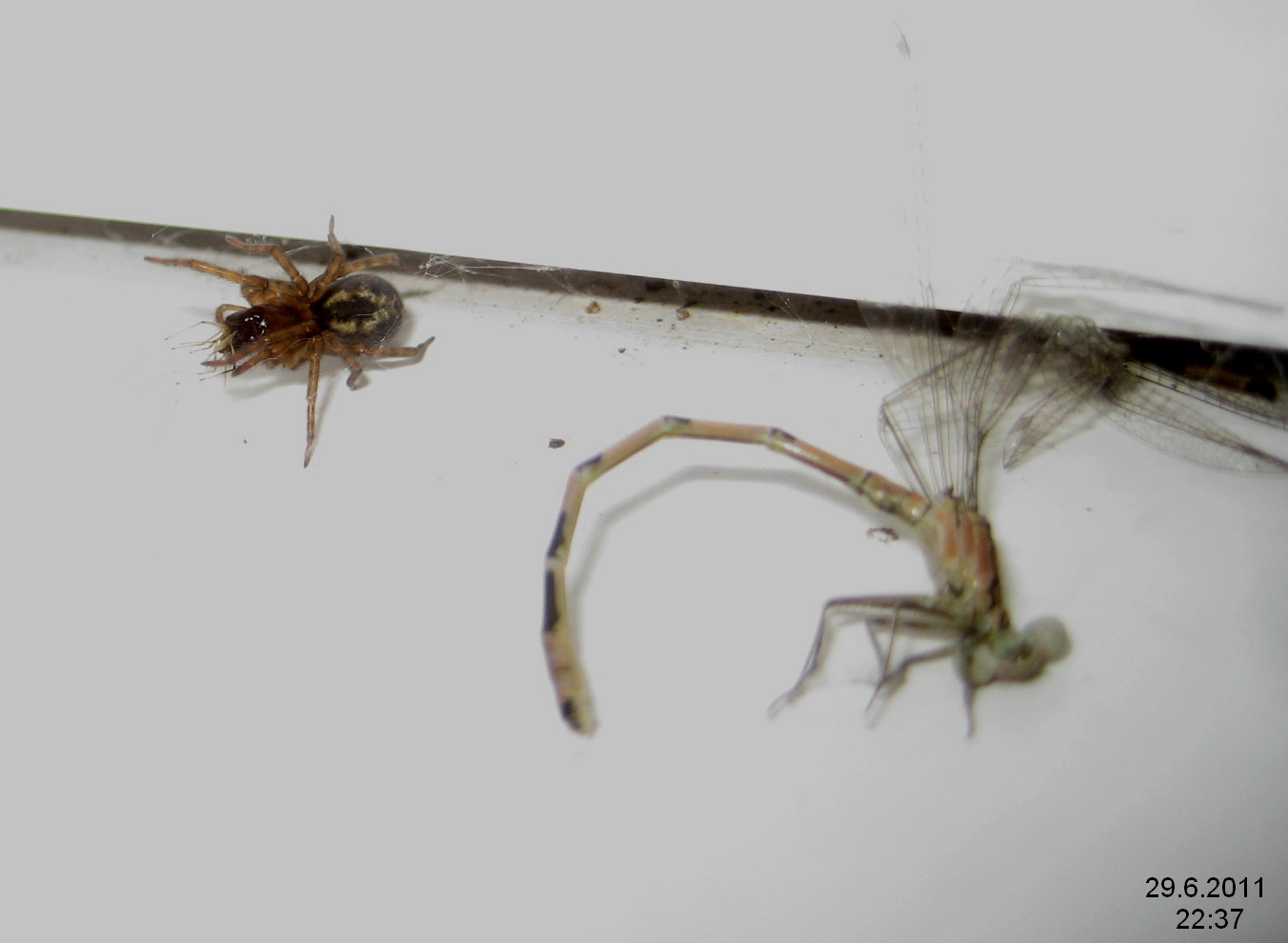
Weibliche Echte Finsterspinne beim Verzehren von Beute, rechts eine bereits ausgesogene Kleinlibelle.

Die Echten Finsterspinnen sind wie alle Finsterspinnen nachtaktiv und halten sich in ihren Lebensräumen besonders am Erdboden, in Felsspalten und unter Steinen, Moospolstern und Rinden abgestorbener Bäume auf. Im Siedlungsbereich werden dabei je nach Art besonders Mauerritzen, Gebäudekeller, Fenster und seltener auch Garten- oder Parkanlagen angenommen. Zum Zwecke des Nahrungserwerbs legen die wie fast alle Spinnen räuberisch lebenden Echten Finsterspinnen für die Familie übliche Spinnennetze an, um Beutetiere zu fangen.

### Netzbau und Beutefang

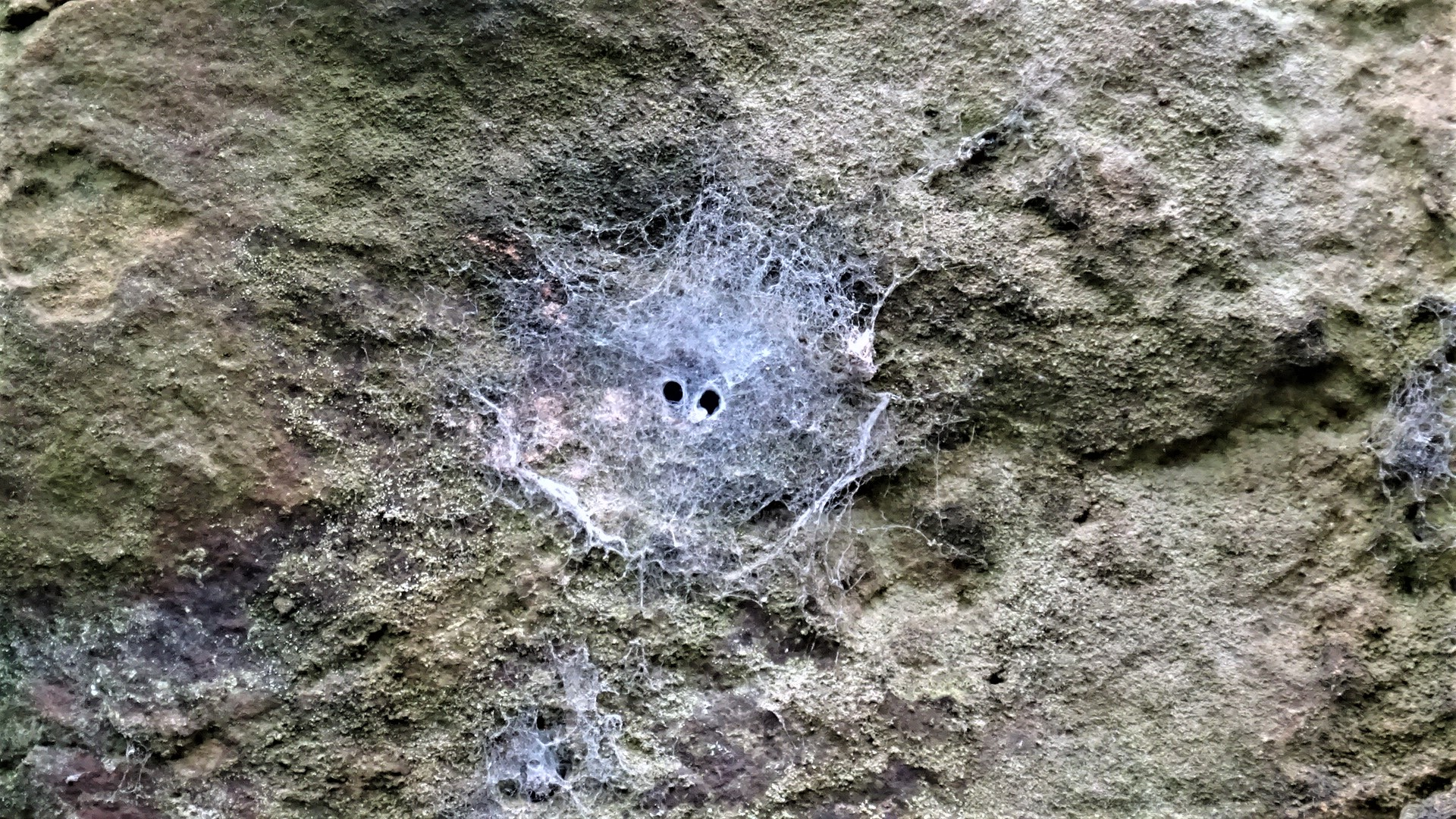
Trichternetz der Fensterspinne (A. fenestralis)

Die Spinnennetze der Echten Finsterspinnen sind sehr grobmaschig gebaut und überdies mit cribellaten (wollartigen) Fangfäden versehen. Weiter hinten enden die Gespinste in einem gut ausgebauten Versteck, das als Aufenthaltsort der Spinne dient. Die Spinnennetze als solche entsprechen wie bei allen Finsterspinnen dem Funktionsprinzip des Trichternetzes. Gerät ein Beutetier in die Fangfäden, schnellt die Spinne hervor und versetzt ihm mit den Cheliceren einen Giftbiss. Das gelähmte Beutetier wird dann von der Spinne in den Unterschlupf geschleppt und dort verzehrt. In das Beutespektrum der Echten Finsterspinnen fallen beliebige Gliederfüßer, dabei insbesondere Insekten und Asseln, jedoch auch andere Spinnen.

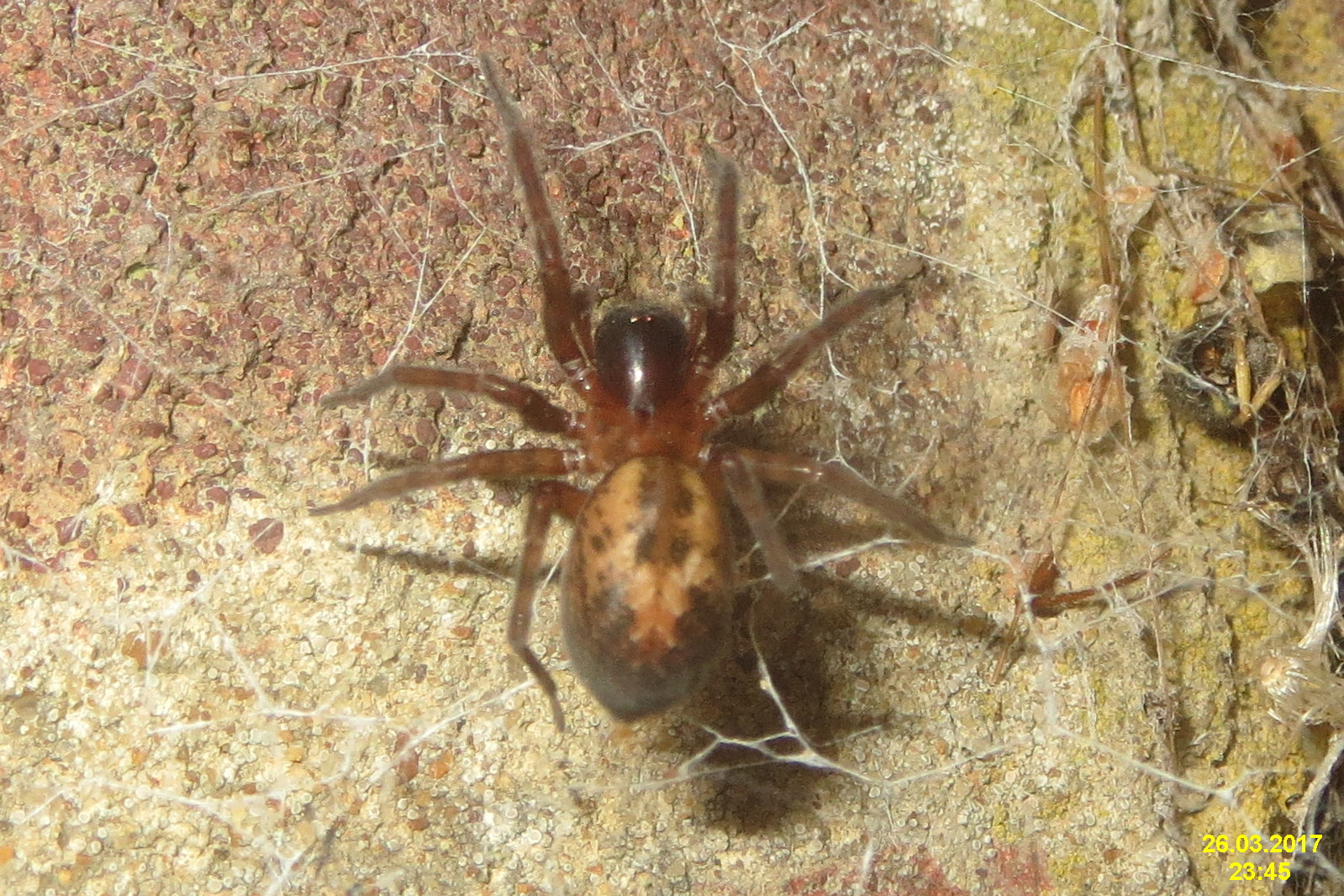
Weibchen der Ähnlichen Fensterspinne (A. similis) beim Netzbau

Entsprechend der nachtaktiven Lebensweise werden die Fangnetze lediglich nachts angefertigt oder bearbeitet. Dabei werden frisch aus den Spinnwarzen ausgetretene Seidefäden mit schnellen Bewegungen des vierten Beinpaares aufgetragen. Frisch angelegte Netze der Echten Finsterspinnen haben ein schnurartiges Erscheinungsbild und weisen einen bläulichen Farbton auf.

### Lebenszyklus

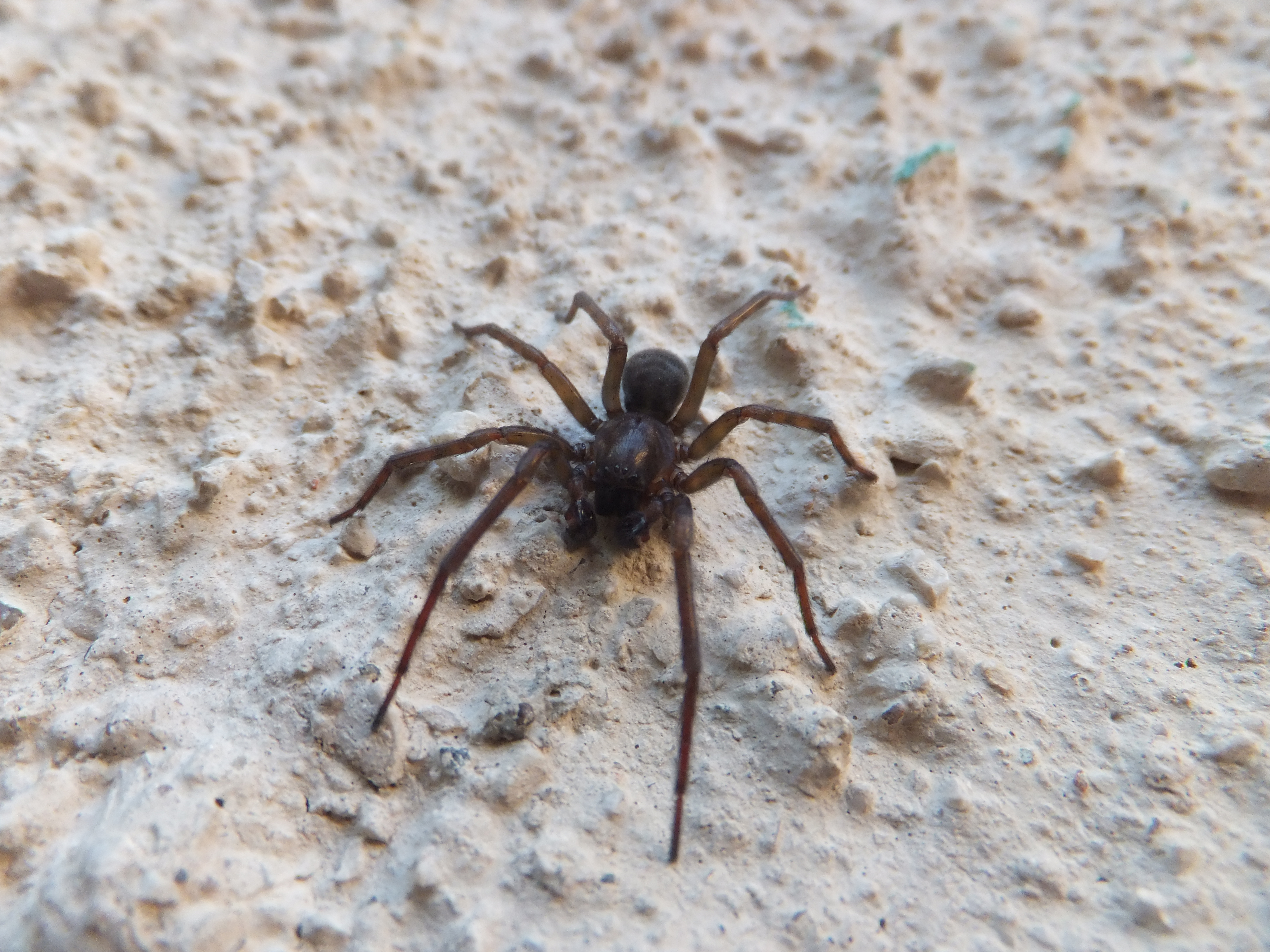
Geschlechtsreifes Männchen einer Echten Finsterspinne, das ein arteigenes Weibchen aufsucht.

Der Lebenszyklus der Echten Finsterspinnen ist wie bei anderen Spinnen in mehrere Etappen gegliedert. Die Phänologie (Aktivitätszeit) beläuft sich bei den Echten Finsterspinnen auf das ganze Jahr.
Geschlechtsreife Männchen suchen ab Spätsommer bis Herbst nach Verliesen von arteigenen Weibchen. Ist dies geschehen, führt das Männchen ein Balzverhalten aus. Dafür trommelt es mit den Pedipalpen auf die Netzfläche des Spinnennetzes vom Weibchen. Bei der Kellerspinne (A. ferox) kommt es zusätzlich zu einem Balztanz, bei dem es mit den Beinen und dem Opisthosoma deutlich sichtbar zuckt. Bei erwiderter Paarungsbereitschaft erscheint das Weibchen (bei der Kellerspinne etwa erst oftmals nach mehreren Stunden). Die eigentliche Paarung fällt je nach Art unterschiedlich aus. Bei der Fensterspinne (A. fenestralis) etwa dauert sie zumeist nur wenige Sekunden. Bei der Kellerspinne hingegen verläuft die Paarung langwieriger und komplexer. Bei dieser Art klettert das Männchen auf den Rücken seiner Geschlechtspartnerin, dreht sich um die eigene Längsachse und führt den ersten Bulbus in die Epigyne des Weibchens ein. Während der Übertragung der Spermatheken schwillt die Tasterblase an dem Taster, dessen Bulbus gerade eingeführt wird, stark an und fällt kurze Zeit danach wieder in sich zusammen. Dieser kurze Paarungsakt dauert lediglich zwei Sekunden und endet mit einer Trennung beider Geschlechtspartner. Anschließend beginnt der zweite Teil der Paarung, wofür das Männchen dieses Mal auf die Bauchseite des Weibchens klettert und nun den anderen Bulbus einführt und sich der Übertragungsprozess wiederholt. Zum Abschluss der Paarung bei der Kellerspinne wird vom Männchen mithilfe dessen Bulbus der Männchen eine weißliche Substanz übertragen, die in der weiblichen Geschlechtsöffnung hängen und sichtbar bleibt.

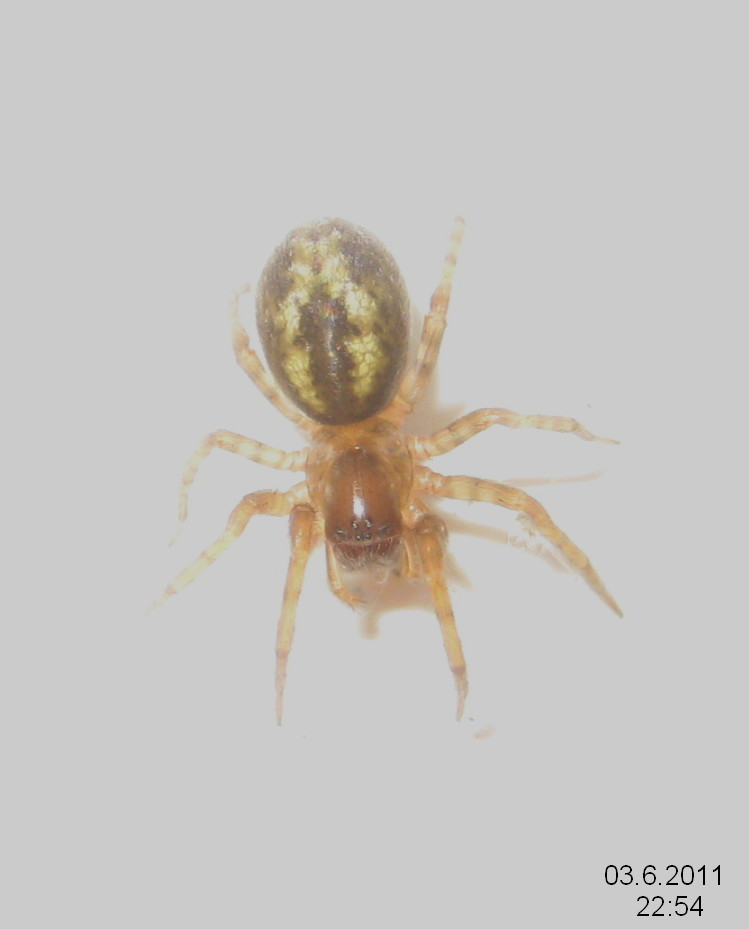
Jungtier einer Echten Finsterspinne

Einige Zeit nach der Paarung legen begattete Weibchen der Echten Finsterspinnen wie für Spinnen üblich einen Eikokon an, die bei den Echten Finsterspinnen in der Röhre des Fangnetzes aufbewahrt werden. Die nach einer weiteren Zeitperiode aus dem Eikokon schlüpfenden Jungtiere verhalten sich vermutlich bei allen Arten der Gattung matriphag, bzw. sie verzehren die eigene Mutter kurz nach dem Schlupf. Dies lässt sich damit erklären, dass das Muttertier oftmals im verstorbenen Zustand und mit feinen Rissen am Opisthosoma vorgefunden wird, während sich die Jungtiere noch im Fangnetz der einstigen Mutter aufhalten. Dies lässt darauf schließen, dass diese von ihren Nachkommen ausgesogen wurde, was deren Überlebenschancen in dieser frühen Phase erhöht. Nach dem Verzehr der Mutter verlassen die Jungtiere den Unterschlupf und wachsen selbstständig heran. Die Weibchen der Echten Finsterspinnen erreichen eine Lebensdauer von zwei Jahren, die Männchen hingegen eine von wenigen Monaten.

## Bissunfälle und Symptome
Bisse der Fensterspinne (A. fenestralis), der Kellerspinne (A. ferox) und der Ähnlichen Fensterspinne (A. similis) sind überliefert. Alle drei Arten gelten aber als beißscheu und setzen sich mit einem Giftbiss nur in größter Not zur Wehr. Der Biss selber gilt als schmerzhaft und als Symptome treten oftmals Schwellungen im Bereich der Bisswunde auf, die bis zu 12 Stunden anhalten können. Weitere Folgen treten bei einem Biss der Spinnen nicht auf.

## Systematik

Ausschnitt aus Iconographia Zoologica mit Abbildung einer Echten Finsterspinne.

Die Gattung der Echten Finsterspinnen wurde 1837 von Carl Ludwig Koch erstbeschrieben. Die Typusart der Gattung ist die Fensterspinne (A. fenestralis). Die Echten Finsterspinnen bilden die artenreichste und überdies die Typusgattung der Finsterspinnen. Die Gattung erfuhr mehrfach taxonomische Änderungen, da vermehrt Arten von dieser in andere transferiert wurden oder umgekehrt. Die Gattung Walmus (Chamberlin, 1947) wurde 1972 mit den Echten Finsterspinnen synonymisiert.

### Arten
Die Gattung der Echten Finsterspinnen umfasst heute 65 Arten. Diese und ihre Verbreitung sind:
- A. annulatus (Kulczyński, 1906) – Kroatien, Montenegro
- A. antipovae Marusik & Kovblyuk, 2004 – Kaukasien (Russland & Georgien)
- A. asuncionis Mello-Leitão, 1946 – Paraguay
- A. ausobskyi Thaler & Knoflach, 1998 – Griechenland
- A. barbaricus Leech, 1972 – Vereinigte Staaten
- A. barbarus Simon, 1911 – Algerien & Spanien
- A. borealis Emerton, 1909 – Vereinigte Staaten & Kanada
- A. candia Thaler & Knoflach, 2002 – Kreta
- A. cerberus Fage, 1931 – Spanien
- A. corruptus Leech, 1972 – Vereinigte Staaten
- Dickpalpen-Finsterspinne (A. crassipalpis) Canestrini & Pavesi, 1870 – Deutschland, Schweiz & Italien
- A. cretaensis Wunderlich, 1995 – Kreta
- A. deelemanae Thaler & Knoflach, 1995 – Kreta
- A. diablo Leech, 1972 – Vereinigte Staaten
- A. distortus Leech, 1972 – Vereinigte Staaten
- A. dorotheae (Chamberlin, 1947) – Vereinigte Staaten
- A. drenskii Kratochvíl, 1934 – Bosnien und Herzegowina
- A. erberi (Keyserling, 1863) – Kanarische Inseln, Europa, Türkei & Kaukasien
- Fensterspinne (A. fenestralis) (Ström, 1768) – Europa bis Zentralasien
- Kellerspinne (A. ferox) (Walckenaer, 1830) – Europa & Türkei, in Kanada, den Vereinigten Staaten & Mexiko eingeführt.
- A. festae Caporiacco, 1934 – Libyen
- A. galeritus Leech, 1972 – Vereinigte Staaten
- A. geminus Thaler & Knoflach, 2002 – Kreta
- A. hagiellus (Chamberlin, 1947) – Vereinigte Staaten
- A. heathi (Chamberlin, 1947) – Vereinigte Staaten
- A. hercegovinensis Kulczyński, 1915 – Bosnien und Herzegowina & Montenegro
- A. intermedius Leech, 1972 – Vereinigte Staaten
- Östliche Finsterspinne (A. jugorum) L. Koch, 1868 – Europa
- A. koponeni Marusik, Ballarin & Omelko, 2012 – Indien
- A. kratochvili Miller, 1938 – Croatia, Albanien
- A. latebrosus Simon, 1874 – Korsika
- A. latescens (Chamberlin, 1919) – Vereinigte Staaten
- A. leechi Brignoli, 1983 – Vereinigte Staaten
- A. lesbius Bosmans, 2011 – Griechenland
- A. longipes Thaler & Knoflach, 1995 – Griechenland
- A. mathetes (Chamberlin, 1947) – Vereinigte Staaten
- A. mephisto (Chamberlin, 1947) – Vereinigte Staaten
- A. minor Kulczyński, 1915 – Osteuropa
- A. minorca Barrientos & Febrer, 2018 – Menorca
- A. minutus Leech, 1972 – Vereinigte Staaten
- Dunkle Finsterspinne (A. obustus) L. Koch, 1868 – Europa
- A. occidentalis Simon, 1893 – Portugal, Spanien & Frankreich
- A. ossa Thaler & Knoflach, 1993 – Griechenland
- Blasse Finsterspinne (A. pallidus) L. Koch, 1868 – Südosteuropa bis Georgien
- A. palomar Leech, 1972 – Vereinigte Staaten
- A. paon Thaler & Knoflach, 1993 – Griechenland
- A. pavesii Pesarini, 1991 – Italien
- A. pelops Thaler & Knoflach, 1991 – Griechenland
- A. pesarinii Ballarin & Pantini, 2017 – Italien
- A. phaeacus Thaler & Knoflach, 1998 – Albanien, Nordmazedonien & Griechenland
- A. prosopidus Leech, 1972 – Vereinigte Staaten
- A. ruffoi Thaler, 1990 – Italien
- A. scopolii Thorell, 1871 – Frankreich, Italien & Slowenien
- Ähnliche Fensterspinne (A. similis) (Blackwall, 1861) – Europa & Kaukasien, in Nordamerika eingeführt.
- A. songi Zhang, Wang & Zhang, 2018 – China
- A. spinatus Zhang, Wang & Zhang, 2018 – China
- A. strandi Charitonov, 1937 – Griechenland, Bulgarien, Ukraine
- A. tamalpais Leech, 1972 – Vereinigte Staaten
- A. thoracicus Mello-Leitão, 1945 – Argentinien
- A. transversus Leech, 1972 – Vereinigte Staaten
- A. triangularis Leech, 1972 – Vereinigte Staaten
- A. tristis L. Koch, 1875 – Eritrea
- A. tulare Leech, 1972 – Vereinigte Staaten
- A. vachoni Hubert, 1965 – Spanien

### Nicht anerkannte Arten
Zur Gattung der Echten Finsterspinnen zählten einst sieben weitere Arten, die heute als Nomen dubium gelten und demzufolge nach heutiger Auffassung keinen Artstatus besitzen. Dies hat sich durch 2020 durchgeführte taxonomische Forschungen der Gattung seitens Yuri M. Marusik, Stefan Otto und George Japoshvili ergeben. Die einstigen Arten waren:
- A. aculeatus Franganillo, 1926
- A. asuncionis Mello-Leitão, 1946
- A. flavovittatus (Grube, 1861)
- A. franganilloi Roewer, 1951
- A. luniger (Grube, 1861)
- A. sinister (Nicolet, 1849)
- A. tristissimus Holmberg, 1876

### Synonymisierte Arten
Weitere neun Arten der Echten Finsterspinnen wurden mit verschiedenen Arten der Gattung synonymisiert und verloren so ebenfalls ihren Artstatus. Die nun synonymisierten Arten sind:
- A. alaskanus Chamberlin & Ivie, 1947 – Synonymisiert mit der Ähnlichen Fensterspinne (A. similis) von Leech, 1971.
- A. atticus Thaler & Knoflach, 1995 – Synonymisiert mit A. pelops von Thaler & Knoflach, 2002.
- A. hermosus (Chamberlin, 1947) – Synonymisiert mit A. latescens von Leech, 1972.
- A. koponeni Marusik, Ballarin & Omelko, 2012 – Synonymisiert mit der Östlichen Finsterspinne (A. jugorum) von Marusik, Otto & Japoshvili, 2020.
- A. peninsulanus Banks, 1898 – Synonymisiert mit der Kellerspinne (A. ferox) von Lehtinen, 1967.
- A. provisoricus Kolosváry, 1939 – Synonymisiert mit A. erberi von Thaler & Knoflach, 1993.
- A. sciakyi Pesarini, 1991 – Synonymisiert mit A. ruffoi von Ballarin & Pantini, 2017.
- A. tessinensis Dresco, 1977 – Synonymisiert mit der Dickpalpen-Finsterspinne (A. crassipalpis) von Pesarini, 1991.
- A. timidus Thaler & Knoflach, 1995 – Synonymisiert mit A. strandi von Kovblyuk, 2002.